# Шугнанская письменность
Шугнанская письменность — письменность, используемая для записи шугнанского языка. За время своего существования функционировала на разных графических основах и неоднократно реформировалась. К графическим основам шугнанской письменности относятся следующие:
- кириллица — в Таджикистане с начала 1990-х годов по настоящее время
- латиница — в СССР в 1931—1938 годах, а также ограниченно в Таджикистане в 1990-е годы
- арабское письмо — в Афганистане с 2000-х годов по настоящее время

## Истоки письменности
Вопрос о существовании у шугнанцев письменности в древности является дискуссионным. Единственным упоминанием о возможном существовании древней шугнанской письменности является сообщение китайского путешественника VII века Сюаньцзана — в своём труде «Путешествие в Западный край во времена Великой Тан» он упоминает страну Шицини, которую исследователи отождествляют с Шугнаном. По словам Сюаньцзана письменность в Шицини такая же, как у тохаров. С проникновением ислама и усилением контактов со сопредельными странами шугнанцы в качестве письменного языка начали употреблять персидский язык на арабской графической основе; сам же шугнанский язык оставался бесписьменным.
Со второй половины XIX века стали предприниматься попытки приспособить арабское письмо для записи шугнанского языка. Арабским письмом записывались отдельные поэтические произведения (поэт Мулло Лочин (1860—1920)), медицинские и исторические трактаты (Шохзода Мухаммад). Однако эти начинания не получили распространения и шугнанский язык по сути оставался бесписьменным.
В тот же период начинается научное изучение шугнанского языка. Первая шугнанская грамматика была составлена английским исследователем Робертом Шоу и издана в 1877 году. В своём труде для фиксации шугнанского языкового материала он использовал латинский алфавит с некоторым количеством диакритических знаков над гласными. В 1883 году русским исследователем Д. Л. Ивановым был составлен первый шугнанский словарь. В своих рукописях Иванов использовал кириллический алфавит с добавлением ряда латинских букв. В публикации же его словаря был использован кириллический алфавит Шёгрена. В начале XX века появился ещё ряд публикаций, посвящённых шугнанскому языку, который сам при этом оставался бесписьменным.
Соотношение знаков транскрипции в трудах Шоу и Иванова показано в таблице:
| Шоу  | Иванов | Шоу  | Иванов | Шоу | Иванов | Шоу | Иванов | Шоу | Иванов |
| ---- | ------ | ---- | ------ | --- | ------ | --- | ------ | --- | ------ |
| a    | ӓ      | u    | у      | dh  | ɉ      | l   | л      | skh | х̌      |
| â    | а̱      | ú, û | ӯ      | dz  | ӡ      | m   | м      | t   | т      |
| à    | а      | ü    | ӱ      | f   | ф      | n   | н      | th  | þ      |
| e    | е      | ai   | аі     | g   | г      | ng  | ң, ңг  | ts  | ц      |
| é    | е̄      | ei   | еі     | gh  | ҕ      | p   | п      | v   | в      |
| è    | е̱      | au   | ау     | h   | һ      | q   | k      | w   | w      |
| i    | і      | ao   | ао     | j   | џ      | r   | р      | y   | ј      |
| o    | о      | b    | б      | k   | к      | s   | с      | z   | з      |
| ó, ô | о̄      | ch   | ч      | kh  | х̀      | sh  | ш      | ż   | ж      |
| ö    | ӧ      | d    | д      | khh | х      | sch | ш̀      |     |        |

## В СССР

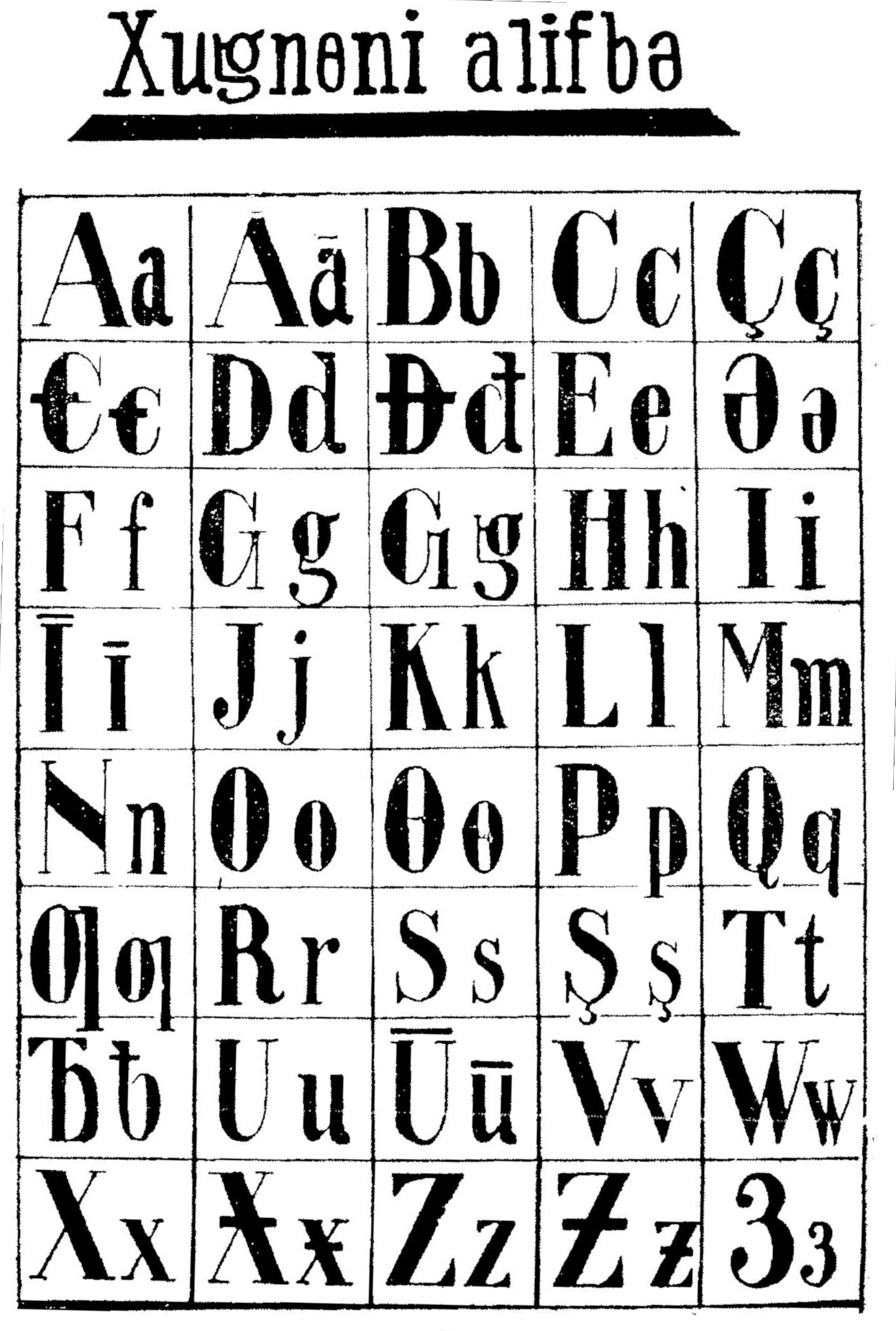
Первый вариант шугнанского алфавита (1931)

На рубеже 1920-х и 1930-х годов в СССР шёл процесс латинизации и создания письменностей для бесписьменных языков. В рамках этого процесса было решено создать письменность и для шугнанского языка. В её разработке принимали участие А. М. Дьяков, С. Климчицкий, Ш. Шонаврузов, Н. Шанбезода. В 1931 году вышла первая книга на шугнанском языке — букварь. За ним последовали и другие книги, в основном учебная литература для начальной школы. Вскоре шугнанский алфавит подвергся реформе — он был унифицирован с другими латинизированными алфавитами народов СССР. После реформы алфавит стал выглядеть так:
| A a | B в | C c | Ç ç | Ꞓ ꞓ | D d | Đ đ | F f | G g | Ƣ ƣ | Ⱨ ⱨ | I i |
| J j | K k | L l | M m | N n | O o | Ө ө | P p | Q q | R r | S s | Ş ş |
| T t |     | U u | V v | W w | X x | X̵ x̵ | H h | Z z | Ƶ ƶ | З з |     |

До 1938 года на шугнанском языке было издано несколько десятков наименований книг — учебников, детской художественной литературы и произведений местных авторов. Однако изменившаяся государственная политика остановила дальнейшее использование шугнанской письменности. В январе 1939 года VI пленум Горно-Бадахшанского обкома КП(б) Таджикистана постановил, что единственным государственным языком в автономии (кроме Мургабского района, населённого киргизами) является таджикский. На таджикский язык было переведено школьное образование, книгоиздание на шугнанском прекратилось. В результате шугнанский язык на многие десятилетия стал бесписьменным. В научных изданиях середины — второй половины XX века для фиксации шугнанских текстов использовалась иранистическая транскрипция на основе латиницы или кириллическая запись, близкая к таджикскому алфавиту. В первом томе фундаментального шугнанско-русского словаря (1988) использовался кириллический алфавит с дополнительными знаками, взятыми как из таджикского алфавита, так и из иранистической транскрипции. Алфавит этого издания вскоре лёг в основу возрождённой шугнанской письменности: А а, Ā ā, Б б, В в, W w, Г г, Д д, Δ δ, Θ ϑ, Е е, Ê ê, Ẹ ẹ, Ж ж, З з, И и, Ӣ ӣ, Й й, К к, Л л, М м, Н н, О о, Ọ ọ, П п, Р р, С с, Т т, У у, Ӯ ӯ, У̊ у̊, Ф ф, Х х, Х̌ х̌, Ц ц, Ӡ ӡ, Ч ч, Ш ш, Ғ ғ, Г̌ ɣ̌, Қ қ, Ҳ ҳ, Ҷ ҷ.

## В Таджикистане
В конце 1980-х годов в Таджикской ССР был поднят вопрос о восстановлении письменностей памирских языков, в том числе и шугнанского, а также о введении их в школьное образование. Несмотря на противодействие ряда общественных и политических деятелей в 1989 году был принят закон Таджикской ССР о языке, который, среди прочего, декларировал «условия для свободного развития и использования горно-бадахшанских (памирских) языков». На основании этого закона в декабре того же года в Горно-Бадахшанской АО была создана комиссия, в полномочия которой входило и воссоздание шугнанской письменности. Вопрос о графической основе нового алфавита вызвал споры — были сторонники как кириллицы, так и латинского и арабского письма. В итоге комиссия выбрала графикой шугнанского письма кириллицу. Дискуссию также вызвал способ отображения специфических звуков шугнанского языка методами кириллического алфавита. Предлагались 3 основных варианта: использовать латинские и греческие буквы иранистической транскрипции (w, γ̌, δ, ϑ, х̌, ӡ); использовать только кириллические буквы, но с диакритическими знаками (в̌, г̌, д̌, т̌, х̌, з̌); обойтись средствами «базовой» кириллицы и использовать диграфы (въ, гъ, дъ, тъ, хъ, зъ). В результате официально победил второй вариант, но полиграфические трудности вынуждали использовать и третий. Уже в 1990 году на шугнанском алфавите (вариант с диграфами) стали выходить материалы в газетах «Фарҳанги Бадахшон» и «Маърифати Шуғнон», появились книжные публикации местных авторов. В 1996 году вышел первый шугнанский букварь на новом алфавите. В последующие годы издание литературы и отдельных материалов в печатных СМИ на шугнанском языке продолжилось, хотя и в небольших объёмах.
Шугнанский кириллический алфавит, используемый в Таджикистане, имеет следующий вид:
| А а | А̄ а̄ | Б б | В в | В̌ в̌ | Г г | Ғ ғ | Г̌ г̌ | Ғ̌ ғ̌ | Д д | Д̌ д̌ |
| Е е | Ё ё | Ж ж | З з | З̌ з̌ | И и | Ӣ ӣ | Й й | К к | Қ қ | Л л |
| М м | Н н | О о | П п | Р р | С с | Т т | Т̌ т̌ | У у | Ӯ ӯ | У̊ у̊ |
| Ф ф | Х х | Ҳ ҳ | Х̌ х̌ | Ц ц | Ч ч | Ҷ ҷ | Ш ш | ъ   | Э э |     |

Вместе с тем, существуют и другие вариации алфавита. Так, издание «Языки Российской Федерации и соседних государств» приводит следующий его вариант: А а, А̄ а̄, Б б, В в, В̌ в̌, Г г, Ғ ғ, Г̌ г̌, Д д, Д̌ д̌, Е е, Е̄ е̄, Е̂ е̂, Ж ж, З з, Ҙ ҙ, И и, Ӣ ӣ, К к, Қ қ, Л л, М м, Н н, О о, П п, Р р, С с, Т т, Т̌ т̌, У у, Ӯ ӯ, У̊ у̊, Ф ф, Х х, Ҳ ҳ, Х̌ х̌, Ц ц, Ч ч, Ҷ ҷ, Ш ш, ъ, ь. Этот же алфавит использовался в изданном в 2001 году шугнанском переводе «Евангелия от Луки». В этом издании, осуществлённом Институтом перевода Библии (Москва), были параллельно использованы две графических системы — кириллица и латиница. Ещё одна версия шугнанского алфавита была использована в 2010-е годы Г. Ризвоншоевой.

## В Афганистане
В 2000-х годах шугнанская письменность начала развиваться и в Афганистане. Здесь её графической основой был избран арабский алфавит. На нём началось издание учебной и детской литературы. Алфавит имеет следующий вид: 
| ا | آ  | ب | پ | ت | ث | ج | چ | ح | خ | ځ | څ |
| د | ذ  | ر | ز | ژ | ږ | س | ش | ښ | ص | ض | ط |
| ظ | ع  | غ | ف | ڤ | ق | ک | گ | ل | م | ن | و |
| و̃ | وو | و̊ | ھ | ی | ي | ې |   |   |   |   |   |

## Таблица соответствия алфавитов
| Кириллица официальная | Кириллица упрощённая | Кириллица Ризвоншоевой | Латиница ИПБ | Латиница СССР | Арабское письмо |
| --------------------- | -------------------- | ---------------------- | ------------ | ------------- | --------------- |
| А а                   | А а                  | А а                    | A a          | A a           | ا               |
| А̄ а̄                   | Аа аа (А' а')        | А̄ а̄                    | Ā ā          | Ā ā           | آ               |
| Б б                   | Б б                  | Б б                    | B b          | B b           | ب               |
| В в                   | В в                  | В в                    | V v          | V v           | ڤ               |
| В̌ в̌                   | Вь вь                | W w                    | W w          | W w           | و               |
| Г г                   | Г г                  | Г г                    | G g          | G g           | گ               |
| Ғ ғ                   | Ғ ғ                  | Ғ ғ                    | Ɣ γ          | Ƣ ƣ           | ع               |
| Г̌ г̌ (Ғ̌ ғ̌)             | Гь гь                | Ɣ̌ γ̌                    | Ɣ̌ γ̌          | , Ⱨ ⱨ         | ږ               |
| Д д                   | Д д                  | Д д                    | D d          | D d           | د               |
| Д̌ д̌                   | Дъ дъ                | Δ δ                    | Δ δ          | Đ đ           | ذ               |
| Е е (Э э)             | Е е (Э э)            | Е е                    | E e          | E e           | ې               |
| Ê ê                   | -                    | Ê ê                    | Ê ê          | Ә ә           | ې               |
| Ж ж                   | Ж ж                  | Ж ж                    | Ž ž          | Ƶ ƶ           | ژ               |
| З з                   | З з                  | З з                    | Z z          | Z z           | ز               |
| З̌ з̌ (Ҙ ҙ)             | Дз дз                | Ӡ ӡ                    | Ӡ ӡ          | З з           | ځ               |
| И и                   | И и                  | И и                    | I i          | I i           | ي               |
| Ӣ ӣ                   | Ӣ ӣ                  | Ӣ ӣ                    | Ī ī          | Ī ī           | ي               |
| Й й                   | Й й                  | Й й                    | Y y          | J j           | ی               |
| К к                   | К к                  | К к                    | K k          | K k           | ک               |
| Қ қ                   | Қ қ                  | Қ қ                    | Q q          | Q q           | ق               |
| Л л                   | Л л                  | Л л                    | L l          | L l           | ل               |
| М м                   | М м                  | М м                    | M m          | M m           | م               |
| Н н                   | Н н                  | Н н                    | N n          | N n           | ن               |
| О о                   | О о                  | О о                    | O o          | O o           | و̃               |
| П п                   | П п                  | П п                    | P p          | P p           | پ               |
| Р р                   | Р р                  | Р р                    | R r          | R r           | ر               |
| С с                   | С с                  | С с                    | S s          | S s           | س               |
| Т т                   | Т т                  | Т т                    | T t          | T t           | ت               |
| Т̌ т̌                   | Тъ тъ                | Θ ϑ                    | Θ ϑ          |               | ث               |
| У у                   | У у                  | У у                    | U u          | U u           | و               |
| Ӯ ӯ                   | Уу уу (У' у')        | Ӯ ӯ                    | Ū ū          | Ū ū           | وو              |
| У̊ у̊                   | Уо уо                | У̊ у̊                    | Ů ů          | Ө ө           | و̊               |
| Ф ф                   | Ф ф                  | Ф ф                    | F f          | F f           | ف               |
| Х х                   | Х х                  | Х х                    | X x          | X x           | خ               |
| Ҳ ҳ                   | Ҳ ҳ                  | -                      | H h          | H h           | ھ               |
| Х̌ х̌                   | Хь хь                | Х̌ х̌                    | Х̌ х̌          | X̵ x̵           | ښ               |
| Ц ц                   | Ц ц                  | Ц ц                    | C c          | C c           | څ               |
| Ч ч                   | Ч ч                  | Ч ч                    | Č č          | Ç ç           | -               |
| Ҷ ҷ                   | Ҷ ҷ                  | Ҷ ҷ                    | J̌ ǰ          | Ꞓ ꞓ           | ج               |
| Ш ш                   | Ш ш                  | Ш ш                    | Š š          | Ş ş           | ش               |